# 比爾·赫默
比爾·赫默（Bill Hemmer，1964年11月14日—）是美國的一位記者，現在服務於福斯新聞頻道，擔任America's Newsroom東岸時間上午9點至11點時段的主播。在此之前他曾在1995至2005年期間在CNN服務。

## 生平
他出生在俄亥俄州辛辛那提，是一位羅馬天主教信徒。赫默在大學期間曾經在當地的廣播電台出任DJ。